# Physalis angustiphysa
Physalis angustiphysa ist eine Pflanzenart aus der Gattung der Blasenkirschen (Physalis) in der Familie der Nachtschattengewächse (Solanaceae).

## Beschreibung
Physalis angustiphysa ist eine bis zu 1 m hohe, krautige Pflanze. Sie ist dicht behaart mit vielzelligen Trichomen unterschiedlicher Länge, einige Trichome sind drüsenköpfig. Die eiförmigen bis breit eiförmigen Laubblätter besitzen einen geschwungenen Rand und stehen an 1 bis 3 cm langen Blattstielen. Die Blattspreiten der größeren Blätter sind 4 bis 9,5 cm lang und 2 bis 4,5 cm breit. Die Blattspitze ist zugespitzt, die Basis ist gerundet. Sowohl Ober- als auch Unterseite sind dicht mit langen, vielzelligen und zum Teil drüsenköpfigen Trichomen besetzt.
Die Blüten stehen einzeln an 5 bis 6,5 mm langen Blütenstielen, der Kelch ist zur Blühzeit 3 bis 5 mm lang und dicht behaart. Er besitzt lanzettliche Kelchzipfel, die 2 bis 2,5 mm lang werden können. Die gelbe, gefleckte Krone ist 8 bis 9 mm lang, der Kronsaum 12 bis 14 mm breit. Die Staubfäden sind 3 bis 4 mm lang, die violetten Staubbeutel 2 bis 2,5 mm.
Während der Fruchtreife vergrößert sich der Kelch auf eine Länge von 2,4 bis 2,8 cm, sowie eine Breite von 1 bis 1,8 cm und nimmt einen fünfeckigen Querschnitt an. Er steht an einem auf 7,5 bis 10 mm vergrößerten Stiel, ist flaumartig behaart und besitzt eine netzartige Struktur. Die Früchte sind etwa 6 mm durchmessende Beeren, die vollständig vom Kelch umschlossen werden.

## Vorkommen und Standorte
Die Art kommt in Guatemala sowie in den mexikanischen Bundesstaaten Chiapas, Guanajuato, Jalisco, Michoacán sowie Nayarit vor. Sie wächst in Höhenlagen zwischen 1600 und 2000 m auf Lichtungen und an Rändern von Kiefern- und Eichenwäldern.